# RSV Nuyina
RSV Nuyina (jinak též Antarctic Supply Research Vessel – ASRV) je výzkumný a zásobovací ledoborec pro operace australské antarktické divize (Australian Antarctic Division – AAD) v Antarktidě. Sloužit je zejména k zásobování australských polárních základen. Dokončení plavidla je plánováno na rok 2020. Nahradil předchozí australský ledoborec Aurora Australis. Vysoká kapacita nákladu plavidlu umožnuje provádět zásobování dvou základen během jedné mise.

## Stavba
Australská vláda plavidlo objednala v dubnu 2016 u domácí společnosti DMS Maritime. Plavidlo navrhla společnost Knud E Hansen a stavbu provedla nizozemská loďařská koncerna Damen Group ve své rumunské pobočné loděnici v Galați. Slavnostní první řezání oceli proběhlo 31. května 2017. Kýl plavidla byl založen 24. srpna 2017. Po spuštění na vodu bylo plavidlo odtaženo do Nizozemska a dokončeno v pobočce loděnice Damen ve Vlissingenu. V srpnu 2020 zahájilo zkoušky.

## Konstrukce

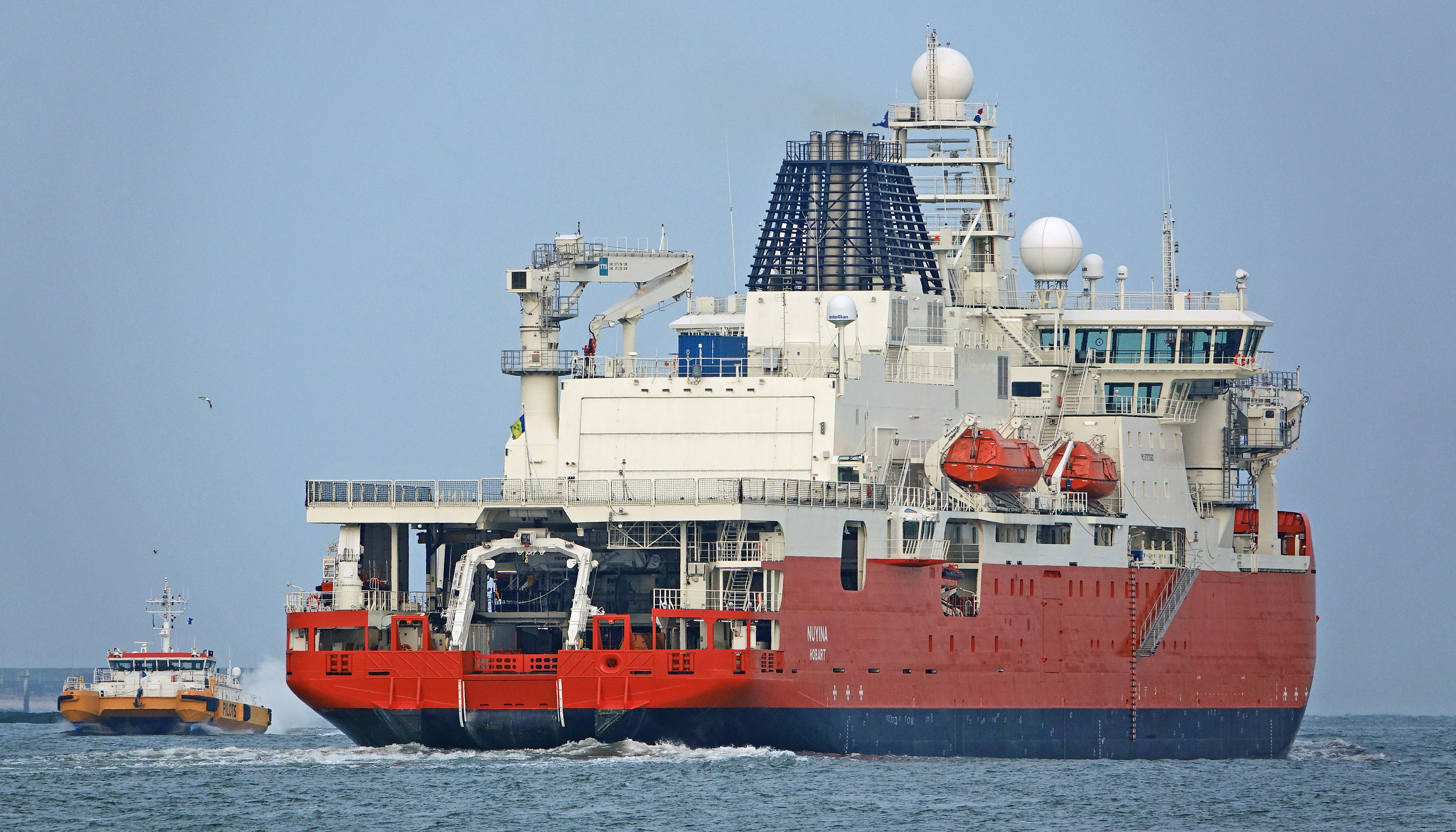
Nuyina

Posádku je tvořit 32 námořníků a 116 vědců a členů dalšího personálu. Ledoborec je schopen plout ledem o síle až 1,65 metru. Je mít kapacitu 1 200 tun nákladu. V trupu a na palubě je moci být uloženo 110 dvacetistopých kontejnerů a šest desetistopých kontejnerů pro pevný náklad. Dále loď pojme 1 900 m3 paliva a 200 tun pitné vody. Je též vybavena 500 m2 výzkumných laboratoří a kanceláří. Nese dva jeřáby o nosnosti 55 tun a jeden o nosnosti 15 tun. Na zádi je mít přistávací plochu a hangár pro dva střední, nebo čtyři lehké vrtulníky. Je mít diesel-elektrický pohon o výkonu 26 600 kW, pohánějící dva lodní šrouby se stavitelnými lopatkami a tři dokormidlovací zařízení. Elektrickou energii zajišťují čtyři dieselgenerátory a jeden nouzový generátor. Nejvyšší rychlost dosáhne 18 uzlů. Dosah je více než 16 000 námořních mil při rychlosti 12 uzlů.